# Clément Turpin
Clément Turpin, född 16 maj 1982 i Oullins, är en fransk fotbollsdomare. Han har varit FIFA-domare sedan 2010.

## Karriär
2010 blev Turpin en FIFA-domare, vilket gör att han kan döma internationella matcher. Turpin dömde i kvalet till VM 2014 och 2018.
Han dömde i Europa League säsongen 2010/2011.
I maj 2016 utsågs Turpin till den bästa franska domaren av det franska fotbollsförbundet. Samma år dömde han under EM 2016, och var en av domarna som dömde i OS i Brasilien 2016.
Året därpå dömde Turpin U17-VM i Indien.
Den 29 mars 2018 meddelade FIFA att Turpin skulle döma i VM 2018 i Ryssland, med Cyril Gringore och Nicolas Danos som assisterande domare.
I juli 2020 dömde Turpin Sofia-derbyt mellan Levski Sofia och Slavia Sofia.
Den 26 maj 2021 dömde Turpin Europa League-finalen mellan Villarreal och Manchester United.
Turpin blev utvald av UEFA att döma UEFA Champions League-finalen 2022 mellan Liverpool och Real Madrid.